# Ma femme est une actrice
Ma femme est une actrice is een Franse romantische komedie uit 2001 onder regie van Yvan Attal, die tevens scenarist was voor deze film en samen met zijn vrouw Charlotte Gainsbourg de hoofdrollen vertolkt. De film ging op 12 september 2001 in première op het Internationaal filmfestival van Toronto.

## Verhaal
De "doorsnee" Yvan is getrouwd met de bekende actrice Charlotte. Wanneer een vriend hem wijst op de nadelen die verbonden zijn aan getrouwd zijn met een actrice groeit zijn jaloezie. Charlotte moet naar Londen om een nieuwe film op te nemen met John, een knappe acteur. Yvan besluit hen achterna te reizen en komt aan op de set tijdens een passionele scène, wat hem aanzet haar te verlaten. Beiden belanden in een nieuwe relatie maar komen uiteindelijk toch terug samen.

## Rolverdeling
| Acteur               | Personage               |
| -------------------- | ----------------------- |
| Charlotte Gainsbourg | Charlotte               |
| Yvan Attal           | Yvan                    |
| Terence Stamp        | John                    |
| Noémie Lvovsky       | Nathalie                |
| Laurent Bateau       | Vincent                 |
| Ludivine Sagnier     | Géraldine               |
| Lionel Abelanski     | Georges                 |
| Keith Allen          | David, de filmregisseur |

## Prijzen en nominaties
De belangrijkste:
| Jaar | Prijs | Categorie                | Genomineerde(n) | Uitslag     |
| ---- | ----- | ------------------------ | --------------- | ----------- |
| 2002 | César | Beste vrouwelijke bijrol | Noémie Lvovsky  | Genomineerd |
| 2002 | César | Beste debuutfilm         | Yvan Attal      | Genomineerd |